# کایکو مارو
کایکو مارو (به انگلیسی: Kaiko Maru) یک کشتی است.